# ایسماروس
ایسماروس (به یونانی: Ἴσμαρος)، سرزمینی در یونان باستان.
اودوسئوس در بازگشت به وطن این سرزمین را غارت کرد.